# زلاتان ليوبييانكيتش
زلاتان لوبييانكيتش (بالإيطالية: Zlatan Ljubijankič) (مواليد 15 ديسمبر 1983 في لوبلانا) لاعب كرة قدم سلوفيني يلعب حاليا لصالح نادي غينت البلجيكي .

## مسيرته الكروية
لعب زلاتان ليوبييانكيتش خلال مسيرته الاحترافية مع 4 أندية في ثمانية عشر موسمًا وسجل خلالها 99 هدفًا ضمن 432 مباراة. حيث فاز في موسمين بالكأس وفي موسمين بالدوري.
خاض زلاتان ليوبييانكيتش مسيرته مع نادي دومجاله في موسم 2002–03 ليلعب معه ستة مواسم، مشاركًا في 155 مباراة سجل خلالها 40 هدف. ثم انتقل إلى نادي غينت في موسم 2007–08 ليلعب معه خمسة مواسم، حيث شارك في 125 مباراة سجل خلالها 27 هدفًا. لينتقل بعدها إلى نادي أوميا أرديجا في موسم 2012 واستمر معه طيلة ثلاثة مواسم، مشاركًا في 71 مباراة سجل خلالها 17 هدفًا. ثم انتقل إلى نادي أوراوا رد دايموندز في موسم 2015 ليلعب معه أربعة مواسم، مشاركًا في 81 مباراة سجل خلالها 15 هدفًا.

## روابط خارجية
- زلاتان ليوبييانكيتش على موقع الاتحاد الدولي (مؤرشف)  (الإنجليزية)
- زلاتان ليوبييانكيتش على موقع الاتحاد الأوربي (الإنجليزية)
- زلاتان ليوبييانكيتش على موقع رابطة كرة القدم اليابانية للمحترفين (اليابانية)
- زلاتان ليوبييانكيتش على موقع إي إس بي إن إف سي (الإنجليزية)
- زلاتان ليوبييانكيتش على موقع قاعدة بيانات كرة القدم.إي يو (الإنجليزية)
- زلاتان ليوبييانكيتش على موقع بيانات كرة القدم. دي إي (الألمانية)
- زلاتان ليوبييانكيتش على موقع ناشيونال فوتبول تيمز (الإنجليزية)
- زلاتان ليوبييانكيتش على موقع Soccerway.com (الإنجليزية)
- زلاتان ليوبييانكيتش على موقع عالم كرة القدم.نت (الإنجليزية)